# Maatschappij voor het Intercommunaal Vervoer te Gent

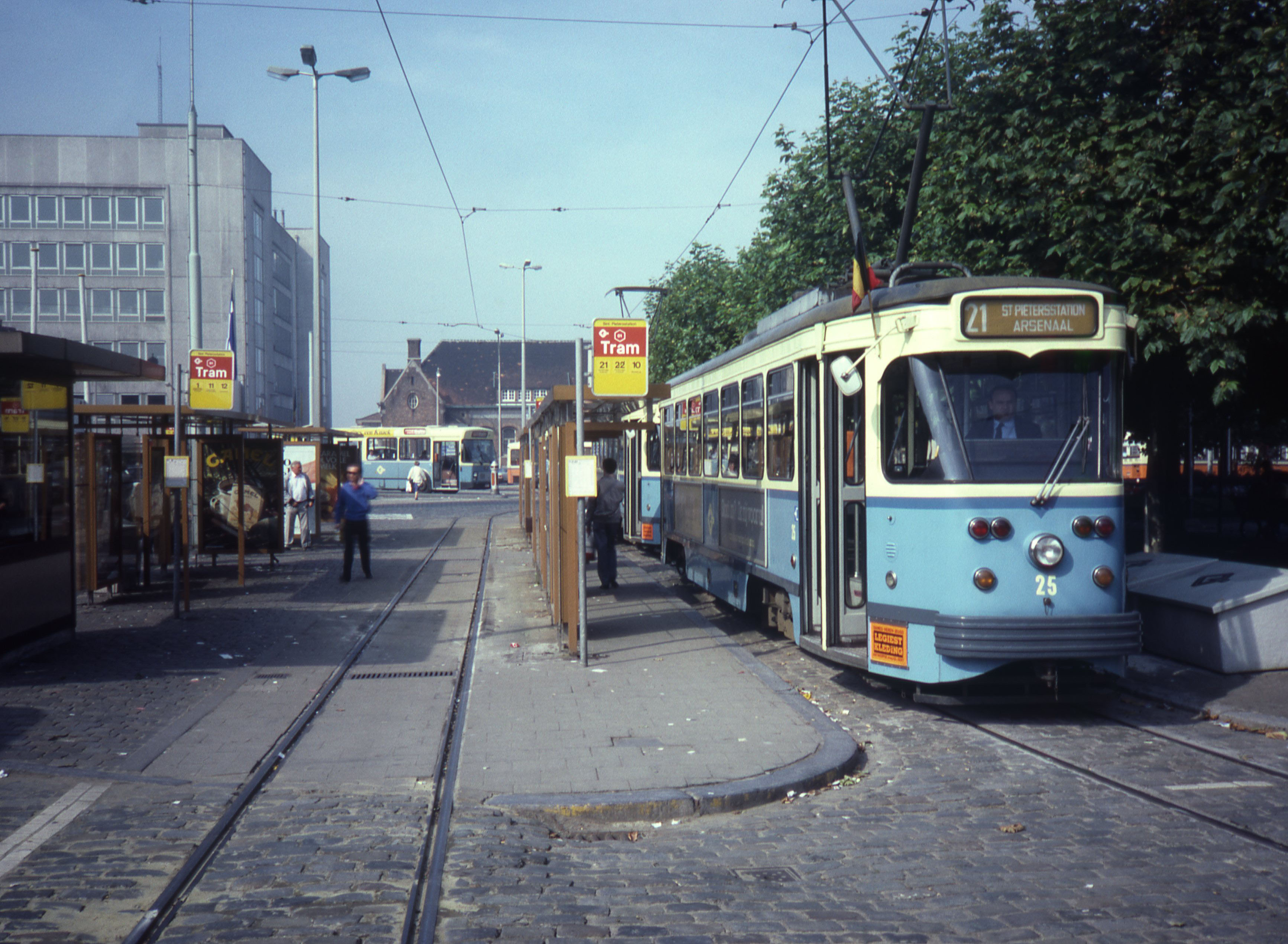
PCC tram van de MIVG op lijn 21 bij station Gent-Sint-Pieters in de jaren tachtig met de typische blauwe kleur.

De Maatschappij voor het Intercommunaal Vervoer te Gent, afkorting MIVG, was een vervoerbedrijf dat stads- en streekvervoer exploiteerde in de stad Gent en de gemeente Zwijnaarde.

## Geschiedenis

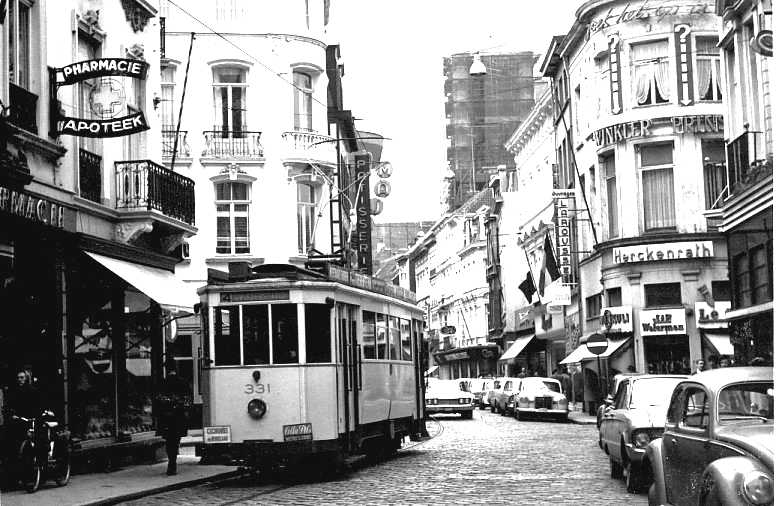
Tram van de MIVG op lijn 4 in de Veldstraat in de jaren zestig.

De MIVG werd op 15 maart 1961 opgericht, en nam alle diensten van de ETG over. De maatschappij exploiteerde vanaf 1 januari 1962 tot en met 1990 zijn diensten in de regio Gent.
In het begin waren de trammaatschappij zelf, de stad Gent, de gemeente Zwijnaarde en de provincie Oost-Vlaanderen de beheerders van het bedrijf en nog steeds bezitten de oude beheerders het Gentse deel van De Lijn. Alleen is het deel van de oude trammaatschappij overgegaan naar De Lijn.
In 1991 fuseerde het bedrijf samen met MIVA en het Vlaamse deel van NMVB tot De Lijn. Sindsdien verdween het bedrijf langzaam aan uit het straatbeeld en bestaan er in België nog maar drie regionale vervoerbedrijven, namelijk De Lijn in Vlaanderen, de SRWT/TEC in Wallonië en de MIVB (STIB) in en rond het Brussels Hoofdstedelijk Gewest. Bij De Lijn en de TEC wordt een groot deel van het busvervoer uitbesteed aan exploitanten.

## Exploitatie
MIVG exploiteerde verschillende bus- en tramlijnen in de gemeente Gent en de gemeente Zwijnaarde. Dit gebeurde veelal met het oude materieel van voorgaande vervoerders en met nieuw materieel. Naast eigen exploitatie verpachte MIVG ook enkele buslijnen aan een aantal pachters. Toen MIVG de dienst overnam van ETG werden in hoog tempo verschillende tramlijnen vervangen door bussen en in 1962 sneuvelde al de eerste tramlijn. Ook verschenen er algauw nieuwe buslijnen, deels ter vervanging van de oude tramlijnen en deels vanwege de uitbreiding van de stad. In 1989 werd er ook een buslijn vervangen door een trolleybuslijn.

## Trolleybussen

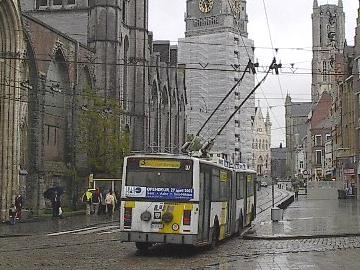
Trolleybus in Gent

In de jaren zestig was Gent in de ban van de premetro en ontstonden er ideeën om de tramlijnen in het centrum ondergronds te laten rijden. Dit plan werd echter in 1976 verworpen vanwege de te hoge kosten en de problemen die tijdens de bouw zouden kunnen ontstaan aan de oude gebouwen in de stad. Er werd toen naar een alternatief gezocht. Dat kwam er en er werd een voorstel gedaan om de oude tramlijn 3 om te zetten in een trolleybuslijn. Hiervoor was er al deels beschikking over de bovenleiding van de tramlijn. De stad Gent was erop tegen maar in 1981 werd er toch gekozen voor de trolleybus. Pas enkele jaren later gaf de stad Gent de protesten op. In 1985 hingen er de eerste trolleyleidingen en in 1988 kwamen de eerste trolleybussen op de stadsdienst. Toen in 1991 het bedrijf fuseerde tot De Lijn bleven de trolleybussen bestaan tot 2009 waarna ze vervangen werden door hybridebussen.

## Huisstijl
In het begin reed MIVG rond met bussen en trams die geel waren met een blauwe streep onder de vensters. Deze huisstijl was afkomstig van ETG. Naarmate er vanaf de jaren 1960 nieuwe bussen en trams in dienst kwamen, kwam ook een nieuwe huisstijl. De bussen en trams kregen een lichtblauwe onderkant en een geelcrème bovenkant, waarbij de bussen en trams die afkomstig waren van de ETG hun oude huisstijl behielden tot de uit dienst stelling. De nieuwe huisstijl werd gehanteerd tot aan de fusie, waarna de bussen langzamerhand de wit-geel-grijze huisstijl kregen van De Lijn.